# Prachovice
Prachovice település Csehországban, a Chrudimi járásban. Prachovice Míčov-Sušice, Kostelec u Heřmanova Městce, Třemošnice és Vápenný Podol településekkel határos. Lakosainak száma 1422 fő (2024. január 1.).

## Népesség
A település lakosságának változását az alábbi diagram mutatja:
| Lakosok száma | 601  | 764  | 733  | 1312 | 1236 | 1407 | 1402 | 1434 | 1367 | 1422 |
|               | 1869 | 1900 | 1921 | 1961 | 1980 | 2011 | 2016 | 2019 | 2021 | 2024 |